# Élections générales espagnoles de 2016 en Cantabrie
Les élections générales espagnoles de 2016 (en espagnol : Elecciones generales de España de 2016) se sont tenues le dimanche 26 juin 2016 afin d'élire les 350 députés et 208 des 266 sénateurs de la XIIe législature des Cortes Generales. 5 députés sont élus en Cantabrie.

## Résultats

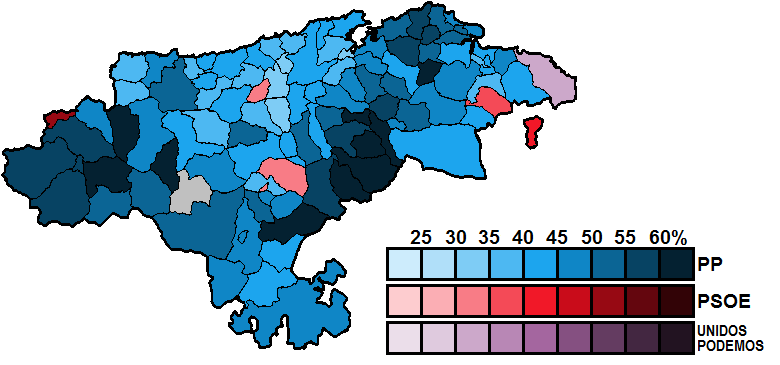
Résultats par commune.

| Parti                  | Parti                                                   | Voix    | %     | +/-  | Sièges | +/-           |
| ---------------------- | ------------------------------------------------------- | ------- | ----- | ---- | ------ | ------------- |
|                        | Parti populaire (PP)                                    | 140 252 | 41,55 | 4,64 | 2      | en stagnation |
|                        | Parti socialiste ouvrier espagnol (PSOE)                | 79 407  | 23,52 | 1,11 | 1      | en stagnation |
|                        | Unidos Podemos (UP) (Pod.-IU-Equo)                      | 59 845  | 17,73 | 4,56 | 1      | en stagnation |
|                        | Ciudadanos (Cs)                                         | 48 626  | 14,40 | 0,85 | 1      | en stagnation |
|                        | Parti animaliste contre la maltraitance animale (PACMA) | 3 369   | 1,00  | 0,16 | 0      | en stagnation |
|                        | Union, progrès et démocratie (UPyD)                     | 1 051   | 0,31  | 0,51 | 0      | en stagnation |
|                        | Vox                                                     | 713     | 0,21  | 0,05 | 0      | en stagnation |
|                        | Sièges en blanc (EB)                                    | 596     | 0,18  | Nv.  | 0      | en stagnation |
|                        | Recortes Cero-Grupo Verde (RC-GV)                       | 483     | 0,14  | 0,01 | 0      | en stagnation |
|                        | Parti communiste des peuples d'Espagne (PCPE)           | 468     | 0,14  | 0,01 | 0      | en stagnation |
|                        | Autres partis                                           | 303     | 0,09  | -    | 0      | -             |
|                        | Vote blanc                                              | 2 454   | 0,73  | 0,08 |        |               |
|                        |                                                         |         |       |      |        |               |
| Suffrages exprimés     | Suffrages exprimés                                      | 337 567 | 98,89 |      |        |               |
| Votes nuls             | Votes nuls                                              | 3 781   | 1,11  |      |        |               |
| Total                  | Total                                                   | 341 348 | 100   | -    | 5      | en stagnation |
| Abstention             | Abstention                                              | 156 855 | 31,48 |      |        |               |
| Inscrits/Participation | Inscrits/Participation                                  | 498 203 | 68,52 |      |        |               |